# Эйстре-Слидре
Эйстре-Слидре (норв. Øystre Slidre) — коммуна в губернии Оппланн в Норвегии. Административный центр коммуны — город Хеггенес. Официальный язык коммуны — нюнорск. Население коммуны на 2007 год составляло 3176 чел. Площадь коммуны Эйстре-Слидре — 963,1 км², код-идентификатор — 0544.

## История населения коммуны
Население коммуны за последние 60 лет.

Статистика коммуны Эйстре-Слидре